# Atilio García
Atilio Ceferino García (26 sierpnia 1914–1973) - napastnik urugwajski pochodzenia argentyńskiego. Przez wielu uznawany za najlepszego napastnika w historii futbolu urugwajskiego.
Atilio García urodził się w Junín leżącym w argentyńskiej prowincji Buenos Aires. Przez większość swej kariery (13 sezonów od 1938 do 1951 roku) grał w słynny Nacionalu.
Grając w Nacionalu stał się autorem licznych rekordów. Najwięcej razy sięgał po koronę króla strzelców ligi, był królem strzelców najwięcej razy z rzędu, zdobył dla Nacionalu największą liczbę bramek (34) w meczach z głównym rywalem - Peñarolem. Także jest autorem największej liczby bramek zdobytych z Peñarolem w jednym meczu (4 bramki w meczu wygranym 8 grudnia 1940 roku przez Nacional 5:1). W czasie gdy grał w Nacionalu, klub ten zdobył aż 25 tytułów, w tym 8 mistrzostw Urugwaju (w 1939, 1940, 1941, 1942, 1943, 1946, 1947 i 1950). García ośmiokrotnie był królem strzelców ligi. Więcej bramek w lidze urugwajskiej zdobył jedynie Fernando Morena (230 gole). García jest najlepszym strzelcem w historii klubu Nacional - we wszystkich rozgrywkach łącznie rozegrał w barwach Nacionalu 435 meczów w których zdobył 464 bramki.
Po opuszczeniu Nacionalu rozegrał po jednym sezonie w Racingu i Miramar. Po zakończeniu kariery całe życie spędził w Urugwaju. Zmarł w Montevideo w 1973 roku.
W Copa América zagrał tylko raz - w bardzo nieudanym dla Urugwaju turnieju w 1945 roku, kiedy to Urusi zajęli dopiero czwarte miejsce, wyprzedzeni nie tylko przez Argentynę i Brazylię, ale nawet przez reprezentację Chile. García jednak nie zawiódł, gdyż był najlepszym snajperem swej reprezentacji, dla której strzelił 5 bramek i został wicekrólem strzelców turnieju.

## Król strzelców ligi urugwajskiej
| Sezon | Klub                      | Bramki |
| ----- | ------------------------- | ------ |
| 1938  | Club Nacional de Football | 20     |
| 1939  | Club Nacional de Football | 22     |
| 1940  | Club Nacional de Football | 18     |
| 1941  | Club Nacional de Football | 23     |
| 1942  | Club Nacional de Football | 19     |
| 1943  | Club Nacional de Football | 18     |
| 1944  | Club Nacional de Football | 21     |
| 1946  | Club Nacional de Football | 21     |